# Motorsports Hall of Fame of America
La Motorsports Hall of Fame of America est un temple de la renommée et musée des légendes des sports mécaniques américains. Situé à l'origine à Novi, Michigan, il a déménagé en 2009 au Detroit Science Center.
En 2017, le musée a de nouveau été déplacé au Daytona International Speedway, Floride.

## Musée
Le musée expose plus d’une quarantaine de véhicules ayant trait aux sports mécaniques. La collection est en constante évolution avec des expositions et des reconstitutions de course, des personnalités, des véhicules ainsi que des souvenirs.

## Temple de la renommée
L'admissibilité pour être introduit au Temple est étendu à « toute personne qui fut conducteur, pilote, propriétaire, concepteur, constructeur, sponsors, mécanicien, préparateur ou promoteur de l'utilisation de véhicules motorisés dans la poursuite de la vitesse, de la distance ou d'autres records. » Un postulant doit être à la retraite depuis au moins trois ans, ou ayant été engagé dans les sports mécaniques de haut niveau pendant au moins vingt ans.
Un panel de nouvelles recrues, d'historiens, de journalistes et de sportifs à la retraite vote pour le choix final. Les nouveaux promus reçoivent le trophée de la « Puissance » lors de l'introduction qui a lieu chaque année au mois d'août.

## Liste des lauréats
Buck Baker
| Personnes               | Catégorie   | Introduction |
| ----------------------- | ----------- | ------------ |
| J.C Agajanian           | At-large    | 1992         |
| Bobby Allison           | Stock-cars  | 1992         |
| Donnie Allison          | Stock-cars  | 2011         |
| Joe Amato               | Drag racing | 2004         |
| Mario Andretti          | Monoplace   | 1990+        |
| Michael Andretti        | Monoplace   | 2008         |
| Art Arfons              | At-large    | 1991         |
| Dale Armstrong          | Drag racing | 2010         |
| Buck Baker              | Stock-cars  | 1998         |
| Buddy Baker             | Stock-cars  | 2008         |
| Cannonball Baker        | Motos       | 1989         |
| Ole Bardahl             | Power boats | 2014         |
| Raymond Beadle          | Drag racing | 2014         |
| Derek Bell              | Sports cars | 2012         |
| Kenny Bernstein         | Drag racing | 2009         |
| Tony Bettenhausen       | Monoplace   | 1997         |
| George Bignotti         | At-large    | 1993         |
| John Bishop             | Sports cars | 2014         |
| Keith Black             | Drag racing | 1995         |
| Bob Bondurant           | Sports cars | 2003         |
| Neil Bonnett            | Stock-cars  | 2012         |
| Geoff Brabham           | Sports cars | 2004         |
| Everett Brashear        | Motos       | 2016         |
| Clint Brawner           | At-large    | 1998         |
| Craig Breedlove         | At-large    | 1993         |
| Jimmy Bryan             | Monoplace   | 1999         |
| Malcolm Campbell        | At-large    | 1994         |
| Bill Cantrell           | Power boats | 1992         |
| Ricky Carmichael        | Motos       | 2015         |
| Tom Carnegie            | At-large    | 2006+        |
| Colin Chapman           | At-large    | 1997         |
| Dean Chenoweth          | Power boats | 1991         |
| Gaston Chevrolet        | Historique  | 2002         |
| Louis Chevrolet         | Historique  | 1995         |
| Richard Childress       | Stock-cars  | 2016         |
| Joie Chitwood           | Historique  | 2010         |
| Art Chrisman            | Drag racing | 1997         |
| Jim Clark               | Monoplace   | 1990         |
| Cook Cleland            | Air racing  | 2000         |
| Jacqueline Cochran      | Air racing  | 1993         |
| Sid Collins             | At-large    | 2011         |
| Betty Cook              | Power boats | 1996         |
| Earl Cooper             | Historique  | 2001         |
| Briggs Cunningham       | Sports cars | 1997         |
| Glenn Curtiss           | Air racing  | 1990         |
| Jimmy Davis             | Motos       | 1997         |
| Tom D'Eath              | Power boats | 2000         |
| Roger DeCoster          | Motos       | 1994         |
| Ralph DePalma           | Historique  | 1992         |
| Pete DePaolo            | Historique  | 1995         |
| Mark Donohue            | Sports cars | 1990         |
| Ed Donovan              | Drag racing | 2003         |
| Jimmy Doolittle         | Air racing  | 1989         |
| Pop Dreyer              | Historique  | 2012         |
| Fred Duesenberg         | Historique  | 1997         |
| Amelia Earhart          | Air racing  | 1992         |
| Dale Earnhardt          | Stock-cars  | 2002+        |
| Chris Economaki         | At-large    | 1994         |
| Vic Edelbrock           | At-large    | 2012         |
| Bill Elliott            | Stock-cars  | 2007+        |
| Walker Evans            | 2015        |              |
| Bill Falck              | Air racing  | 1994         |
| John Fitch              | Sports Cars | 2007         |
| Emerson Fittipaldi      | Monoplace   | 2001         |
| Tim Flock               | Stock-cars  | 1999         |
| George Follmer          | Sports cars | 1999         |
| Elliott Forbes-Robinson | Sports cars | 2006         |
| John Force              | Drag racing | 2008         |
| Henry Ford              | Historique  | 1996         |
| Danny Foster            | Power boats | 2005         |
| A. J. Foyt              | Monoplace   | 1989+        |
| Bill France Jr.         | Stock-cars  | 2004+        |
| Bill France, Sr.        | Stock-cars  | 1990         |
| Gary Gabelich           | At-large    | 2016         |
| Chip Ganassi            | Monoplace   | 2016         |
| Don Garlits             | Drag racing | 1989         |
| Richie Ginther          | Sports Cars | 2008         |
| Shav Glick              | At-large    | 2004         |
| Bob Glidden             | Drag racing | 1994+        |
| Paul Goldsmith          | Stock-cars  | 2008         |
| Ricky Graham            | Motos       | 2014         |
| Andy Granatelli         | At-large    | 2001         |
| Darryl Greenamyer       | Air racing  | 1997         |
| Peter H. Gregg          | Sports cars | 2000         |
| Masten Gregory          | Sports cars | 2013         |
| Dan Gurney              | Sports cars | 1991         |
| Jim Hall                | Sports cars | 1994         |
| Chip Hanauer            | Power boats | 1995+        |
| Sam Hanks               | Monoplace   | 2000         |
| Bob Hannah              | Motos       | 2000         |
| Ray Harroun             | Historique  | 2000         |
| C. J. Hart              | Drag racing | 1999         |
| Hurley Haywood          | Sports cars | 2005+        |
| Eddie Hill              | Drag racing | 2002         |
| Phil Hill               | Sports cars | 1989         |
| Tommy Hinnershitz       | Historique  | 2003         |
| David Hobbs             | Sports Cars | 2009         |
| Al Holbert              | Sports cars | 1993         |
| John Holman             | At-large    | 2005         |
| Ted Horn                | Monoplace   | 1993         |
| Tony Hulman             | At-large    | 1991         |
| Denis Hulme             | Sports cars | 1998         |
| Tommy Ivo               | Drag racing | 2005         |
| Ned Jarrett             | Stock-cars  | 1997         |
| Bill Jenkins            | Drag racing | 1996         |
| Gordon Johncock         | Monoplace   | 2002         |
| Junior Johnson          | Stock-cars  | 1991+        |
| Ricky Johnson           | Motos       | 2012         |
| Warren Johnson          | Drag racing | 2015         |
| Parnelli Jones          | At-large    | 1992         |
| Ted Jones               | Power boats | 2003         |
| Connie Kalitta          | Drag racing | 1992         |
| Chris Karamesines       | Drag racing | 2006         |
| Tommy Kendall           | Sports cars | 2015         |
| Mel Kenyon              | Monoplace   | 2003         |
| Carl Kiekhaefer         | Power boats | 1998         |
| Alan Kulwicki           | Stock-cars  | 2010         |
| Frank Kurtis            | At-large    | 1999         |
| Brad Lackey             | Motos       | 2013         |
| Eddie Lawson            | Motos       | 2002         |
| Joe Leonard             | Motos       | 1991         |
| Tony LeVier             | Air racing  | 2001         |
| Bernie Little           | Power boats | 1994         |
| Frank Lockhart          | Historique  | 1999         |
| Fred Lorenzen           | Stock-cars  | 2001         |
| Arie Luyendyk           | Monoplace   | 2014         |
| Dick Mann               | Motos       | 1993         |
| Nigel Mansell           | Monoplace   | 2006         |
| Paul Mantz              | Air racing  | 2002         |
| Bart Markel             | Motos       | 1999         |
| Mark Martin             | Stock-cars  | 2015         |
| Rex Mays                | Historique  | 1995         |
| Roger McCluskey         | Monoplace   | 2011         |
| Ed McCulloch            | Drag racing | 2011         |
| Tom McEwen              | Drag racing | 2001         |
| Jim McGee               | Historique  | 2007         |
| Jeremy McGrath          | Motos       | 2010         |
| Hershel McGriff         | Stock-cars  | 2006         |
| Bruce McLaren           | Sports cars | 1995         |
| Dave McLelland          | Drag racing | 2016         |
| Rick Mears              | Monoplace   | 1998         |
| Leo Mehl                | Historique  | 2007         |
| Louis Meyer             | Historique  | 1993         |
| Ken Miles               | Sports cars | 2001         |
| Harry A. Miller         | Historique  | 1999         |
| Tommy Milton            | Historique  | 1998         |
| Ralph Moody             | At-large    | 2005         |
| Shirley Muldowney       | Drag racing | 1990         |
| Bill Muncey             | Power boats | 1989         |
| James Anthony Murphy    | Historic    | 1998         |
| Ron Musson              | Power boats | 1993         |
| Duke Nalon              |             | 2015         |
| Don Nicholson           | Drag racing | 1998         |
| Gary Nixon              | Motos       | 2003         |
| Bob Nordskog            | Power boats | 1997         |
| Fred Offenhauser        | At-large    | 2002         |
| Barney Oldfield         | At-large    | 1989         |
| Danny Ongais            | Drag racing | 2000         |
| Augie Pabst             | Sports Cars | 2011         |
| Scott Parker (en)       | Motos       | 2009         |
| Wally Parks             | Drag racing | 1993         |
| Benny Parsons           | Stock-cars  | 2005         |
| Johnnie Parsons         | Historique  | 2004         |
| David Pearson           | Stock-cars  | 1993         |
| Bruce Penhall           | Motos       | 2011         |
| Roger Penske            | At-large    | 1995         |
| Joe Petrali             | Motos       | 1992         |
| Lee Petty               | Stock-cars  | 1996         |
| Richard Petty           | Stock-cars  | 1989+        |
| Ed Pink                 | Drag racing | 2012         |
| Sam Posey               | Sports cars | 2016         |
| Don Prudhomme           | Drag racing | 1991         |
| Bobby Rahal             | Monoplace   | 2004         |
| Wayne Rainey            | Motos       | 2008         |
| Jim Rathmann            | Monoplace   | 2007         |
| Brian Redman            | Sports cars | 2002         |
| Carroll Resweber        | Motos       | 1998         |
| Peter Revson            | Sports cars | 1996         |
| Les Richter             | At-large    | 2009         |
| Eddie Rickenbacker      | Historique  | 1994         |
| Fireball Roberts        | Stock-cars  | 1995         |
| Kenny Roberts           | Motos       | 1990         |
| Mauri Rose              | Historique  | 1996         |
| Lloyd Ruby              |             | 2015         |
| Johnny Rutherford       | Monoplace   | 1996         |
| Troy Ruttman            | Historique  | 2005         |
| Bill Seebold            | Power boats | 1999         |
| Wilbur Shaw             | Historique  | 1991         |
| Carroll Shelby          | Sports cars | 1992         |
| Lyle Shelton            | Air racing  | 1999         |
| Bill Simpson            | At-large    | 2003         |
| Betty Skelton           | At-large    | 2008         |
| Mira Slovak             | Power boats | 2001         |
| Malcolm Smith           | Motos       | 1996         |
| Tom Sneva               | Monoplace   | 2005         |
| Freddie Spencer         | Motos       | 2001         |
| Jay Springsteen         | Motos       | 2005         |
| Ken Squier              | At-large    | 2010         |
| Danny Sullivan          | Monoplace   | 2012         |
| Bob Sweikert            | Historique  | 2016         |
| Marshall Teague         | Historique  | 2014         |
| Mickey Thompson         | At-large    | 1990         |
| Jerry Titus             | Sports Cars | 2010         |
| Curtis Turner           | Stock-cars  | 2006         |
| Roscoe Turner           | Air racing  | 1991         |
| Bobby Unser             | Monoplace   | 1994         |
| Al Unser                | Monoplace   | 1991         |
| Al Unser, Jr.           | Monoplace   | 2009         |
| Don Vesco               | Motos       | 2004         |
| Rich Vogler             | Midgets     | 2010         |
| Bill Vukovich           | Monoplace   | 1992         |
| Rusty Wallace           | Stock-cars  | 2014         |
| Darrell Waltrip         | Stock-cars  | 2003         |
| Jeff Ward               | Motos       | 2006         |
| Rodger Ward             | Monoplace   | 1995         |
| A.J. Watson             | At-large    | 1996         |
| Joe Weatherly           | Historique  | 2009         |
| Humpy Wheeler           | Stock-cars  | 2009         |
| Ed Winfield             | Historique  | 2011         |
| Steve Wittman           | Air racing  | 1998         |
| Wood Brothers           | Stock-cars  | 2000         |
| Gar Wood                | Power boats | 1990         |
| Cale Yarborough         | Stock-cars  | 1994         |
| Smokey Yunick           | At-large    | 2000         |

+ Personne intronisé en vertu de la règle spéciale. Généralement, une recrue doit avoir été mis à la retraite depuis au moins trois ans dans son domaine. Toutefois, les lauréats peuvent également avoir été engagés au plus haut niveau de leur spécialité en sports mécaniques pendant au moins vingt ans, et si c'est le cas, la règle de la retraite est levée.

### Classe de 2017
Source.
- Steve Kinser
- Dick Klamforth
- Terry Labonte
- Paula Murphy
- Scott Pruett +
- Herb Thomas
- Brock Yates

### Classe de 2018
Source.
- Howard Hughes
- Carl G. Fisher
- U. E. (Pat) Patrick
- Jeff Gordon+
- Fred Merkel
- Bob Tullius
- John Buttera

### Classe de 2019
Source.
- Augie Duesenberg
- Dario Franchitti
- Phil Remington
- Don Schumacher
- Kevin Schwantz
- Tony Stewart +
- Linda Vaughn